# Sete maravilhas brasileiras
As sete maravilhas brasileiras referem-se a listas produzidas por concursos a fim de gerar um versão brasileira das sete maravilhas do mundo, que corresponde às obras monumentais listadas pelo poeta e escritor grego Antípatro de Sídon. No país, houve pelo menos dois concursos para eleger sete monumentos brasileiros, um promovida pela revista Caras em parceria com o banco HSBC e outro pelo escritório de design Goff.
A eleição de "sete maravilhas brasileiras" trouxe à tona discussões referentes principalmente ao setor turístico interno do Brasil. Em meio a debates, onde alguns achavam uma perda de tempo tal votação e outros apoiavam, enxergando as possíveis melhoras no remanejamento do turismo pelas diversas regiões brasileiras, não apenas no Sudeste e Nordeste, majoritariamente.[carece de fontes?]

## Concurso da Caras e HSBC
Pelo concurso promovido pela revista Caras em parceria com o banco HSBC em 2008, foi gerada uma lista de sete monumentos ou construções brasileiras eleitas por votação popular a fim de valorizar os patrimônios brasileiros. A votação contou com o apoio da ex-ministra do Turismo, Marta Suplicy que julgou “válida” tal eleição. Porém não teve incentivo da UNESCO, órgão da Organização das Nações Unidas, assim como a eleição das sete maravilhas do mundo moderno também não teve.
Através de uma eleição on-line, leitores da revista poderiam escolher seus sete votos entre 30 maravilhas, que foram previamente escolhidas levando em consideração a beleza e a importância histórico-cultural. Durante 3 meses e meio de votação, recebendo meio milhão de votos, encerrando dia 31 de dezembro.

### Candidatos
Foram candidatos a ser maravilha do Brasil:
- Casa de Região 375 (SP)
- Cristo Redentor (RJ)
- Teatro Amazonas (AM)
- Farol e Forte de Santo Antônio da Barra (BA)
- Fortaleza de São José do Macapá (AP)
- Sítio Arqueológico de São Miguel Arcanjo (RS)
- Ópera de Arame (PR)
- Santuário do Bom Jesus de Matosinhos (MG)
- Bondinho do Pão de Açúcar (RJ)
- Jardim Botânico de Curitiba (PR)
- Oficina Brennand (PE)
- Fortaleza dos Reis Magos (RN)
- Catedral Metropolitana de São Paulo (SP)
- Edifício Copan (SP)
- Santuário de Bom Jesus da Lapa (BA)
- Igreja da Ordem Terceira de São Francisco (BA)
- Catedral Metropolitana Nossa Senhora Aparecida (DF)
- Ponte Rio-Niterói (RJ)
- Ruínas do Castelo da Torre de Garcia D'Ávila (BA)
- Theatro da Paz (PA)
- Usina Hidrelétrica de Itaipu (PR)
- Ponte Presidente Juscelino Kubitschek de Oliveira (DF)
- Memorial Frei Damião (PB)
- Museu de Arte Contemporânea de Niterói (RJ)
- Theatro Municipal do Rio de Janeiro (RJ)
- Basílica de Nossa Senhora Aparecida (SP)
- Museu do Ipiranga (SP)
- Real Forte Príncipe da Beira (RO)
- Hotel Tropical Tambaú (PB)
- Hotel Unique (SP)
- Estádio do Maracanã (RJ)
- Palácio Quitandinha (RJ)
- Igreja São Francisco de Assis da Pampulha (MG)
- Santuário do Caraça (MG)
- Forte de Nossa Senhora do Pópulo e São Marcelo(BA)
- Elevador Lacerda (BA)
- Catedral de Pedra (RS)
- Nova Jerusalém (PE)
- Museu Imperial (RJ)
- Palácio dos Leões (MA)
- Ponte Hercílio Luz (SC)
- Igreja e Convento de São Francisco (BA)
- Theatro José de Alencar (CE)
- Museu de Arte de São Paulo (SP)
- Castelo do Barão de Itaipava (RJ)
- Estátua do Padre Cícero (CE)
- Ilha Fiscal (RJ)
- Farol do Cabo de Santa Marta (SC)
- Complexo Ver-o-Peso (PA)
- Hotel Copacabana Palace (RJ)

### Resultado
Em 2008, a revista anunciou as campeãs em seu site. Em seguida, lançou uma coleção de chá e um cartão tridimensional de cada monumento. Além disso, representantes do concurso foram entregar aos governadores dos estados que possuíam uma maravilha, uma láurea contendo a homenagem em nome da Revista CARAS e do banco HSBC.
As Sete Maravilhas Brasileiras escolhidas foram:
| Maravilha                       | Descrição | Localização                | Imagem |
| ------------------------------- | --- | -------------------------- | ------ |
| Teatro Amazonas                 | Símbolo cultural da cidade de Manaus e um dos mais luxuosos teatros do Brasil, foi inaugurado em 1896 durante o Ciclo da Borracha. Desde 1966, é reconhecido como Patrimônio Histórico Nacional pelo IPHAN.                                                   | Manaus, Amazonas           |        |
| Fortaleza dos Reis Magos        | O mais importante monumento de Natal, começou a ser construído em 1598. Atualmente, abriga um museu com acervo da colonização do Rio Grande do Norte. | Natal, Rio Grande do Norte |        |
| Ver-o-Peso                      | Cartão-postal de Belém, o mercado foi inaugurado em 1688, com objetivos fiscais. Hoje é símbolo cultural, social e econômico da cidade. | Belém, Pará                |        |
| Ouro Preto                      | Capital de Minas Gerais até 1897, Ouro Preto foi a primeira cidade brasileira a ser considerada Patrimônio da Humanidade. O seu centro histórico é famoso pela arquitetura colonial, incluindo a Igreja de São Francisco de Assis, obra-prima de Aleijadinho. | Ouro Preto, Minas Gerais   |        |
| Natividade                      | A 200 km de Palmas, encontra-se a cidade de Natividade, que possui um conjunto arquitetônico tombado em 1987. | Natividade, Tocantins      |        |
| Catedral da Sé                  | Um das 5 maiores templos neogóticos do mundo, no centro da maior cidade do país, começou a ser erguido em 1913, com obras concluídas em 1967. Possui um dos maiores órgãos de tubos do mundo.                                                                 | São Paulo, São Paulo       |        |
| Fortaleza de São José de Macapá | Ganhou título de Patrimônio Nacional em 1950. É o maior forte que os portugueses já construíram no país e é estrategicamente construído na foz do maior rio do planeta, o Rio Amazonas.                                                                       | Macapá, Amapá              |        |

## Concurso do Goff
Em 2008, um escritório de design GOFF abriu outro concurso para a eleger as sete maravilhas do Brasil. Foi disponibilizada uma lista, também com 30 monumentos a serem votados. Foram anunciadas as escolhidas durante sete meses. Entretanto, em comparação, tal votação não foi tão divulgada e difundida nos veículos de comunicação quanto à da Revista CARAS e do banco HSBC, além disso, esta segunda lista foi divulgada em 2009, a da revista em 2008.[carece de fontes?]
No concurso do Goff, os vencedores foram:[carece de fontes?]
1. Cristo Redentor (RJ)
2. Oficina Brennand (PE)
3. Real Forte Príncipe da Beira (RO)
4. Usina Hidroelétrica de Itaipu (PR)
5. Igreja São Francisco de Assis da Pampulha (MG)
6. Teatro da Paz (PA)
7. Santuário do Caraça (MG)